# Герб Варзуги
Проект герба сельского поселения Варзуга Терского района Мурманской области разработан А. Сорокиным в 2008 году. Проект не имеет официального утверждения, но одно время размещался на сайте сельского поселения.

## Описание проекта герба
В лазоревом поле серебряное жемчужное ожерелье в центре которого золотой крест с жемчужинами в перекрестии. Ожерелье увенчано золотым северным сиянием. В основании герба две серебряные рыбы.

## Символика
- Лазоревое (голубое) поле щита олицетворяет реку Варзугу, давшую название селу.
- Золотой крест — символизирует первую, построенную на Кольском полуострове, Успенскую церковь.
- Жемчужное ожерелье и 4 жемчужины у перекрестия креста говорят о том, что на Кольском полуострове именно в реке Варзуге добывался жемчуг, который шёл для украшений царских особ и церковных икон.
- Полярное сияние венчающее ожерелье — размещение села за Полярным кругом.
- Рыбы — говорят о том, что село славилось именно рыбным промыслом.

## История создания герба
В 2009 году администрация сельского поселения объявила конкурс на лучший проект герба Варзуги, в котором было поставлено обязательное условие - в центре герба должны быть очертания храма Успения Богородицы и реки Варзуги. Конкурс состоялся, но все предложенные варианты проекта герба были отклонены. Информация об официальном утверждении герба сельского поселения на период конца 2011 года отсутствует.